# Alan Kay
Alan Curtis Kay (Springfield, 17 maggio 1940) è un informatico statunitense.

## Biografia

### Formazione
Si è laureato in matematica e biologia molecolare presso l'Università del Colorado a Boulder; successivamente ha conseguito un master e un dottorato presso l'Università dello Utah.

### Carriera

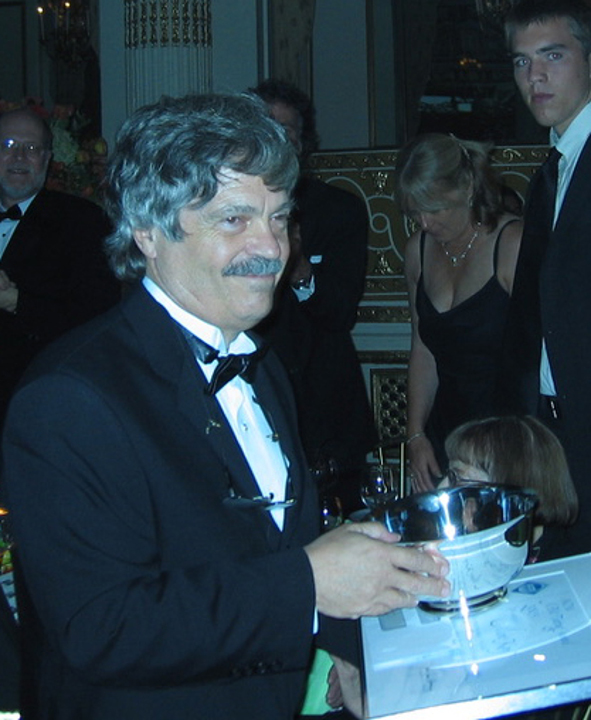
Alan Kay mentre riceve il Premio Turing

Kay è l'inventore del linguaggio di programmazione Smalltalk, ed è tra gli ideatori del paradigma di programmazione orientata agli oggetti. Ha inoltre concepito il computer portatile, ha inventato le interfacce grafiche moderne, ha contribuito a creare la tecnologia Ethernet e il protocollo di comunicazione client-server.
Molte delle sue invenzioni sono state concepite presso il Palo Alto Research Center (PARC) della Xerox, dove ha lavorato dal 1970 al 1981 come ricercatore. Al PARC Kay studiò tra le altre cose come i bambini apprendessero di più attraverso le immagini e i suoni, che non attraverso il solo testo; dunque sviluppò un ambiente grafico che si rivelò eccezionalmente flessibile e congeniale per i bambini. Alcune tecnologie derivate da questo lavoro, per esempio Squeak, sono ancora adesso considerate all'avanguardia.
Dopo undici anni al PARC, Kay è stato per tre anni capo ingegnere all'Atari (1981-1984), poi è stato assunto dalla Apple dove ha lavorato fino al 1997, anno in cui ha avviato una collaborazione con la Disney.
Nel 2001 ha fondato il Viewpoints Research Institute, di cui è presidente.
È attualmente consulente della Hewlett-Packard.

### Vita privata
Nel 1983 ha sposato la sceneggiatrice Bonnie MacBird.

## Onorificenze
Nel 2004 Alan Kay ha ricevuto:

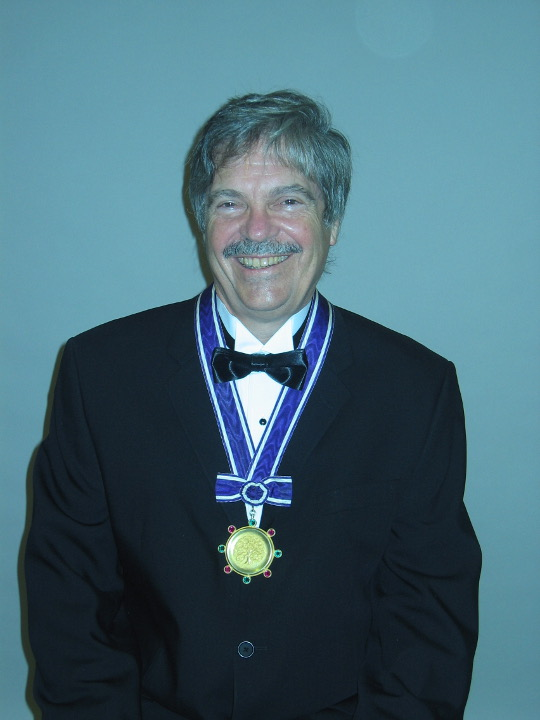
Alan Kay mentre riceve il Premio Kyoto

- il Premio Turing per le sue ricerche sulla programmazione orientata agli oggetti;
- il Premio Kyōto per la tecnologia;
- il premio Charles Stark Draper (condiviso con Butler W. Lampson, Robert Taylor e Charles P. Thacker).

Il 15 giugno 2007 ha ricevuto la laurea honoris causa dall'Università di Pisa.